# Metástasis
La metástasis (del griego μετάστασις, «cambio de lugar») es el proceso de propagación de un foco cancerígeno a un órgano distinto de aquel en que se inició. Ocurre generalmente por vía sanguínea o linfática. Aproximadamente el 92 % de las muertes por cánceres no detectados se deben a la metastatización de estos. En realidad, aunque es la más conocida, la metástasis no se limita solo a la propagación de células cancerosas, sino que se habla de metástasis cuando un émbolo desarrolla nuevamente el mismo proceso de origen (cáncer, infecciones) en el lugar donde se produce la embolia.
Los cánceres son capaces de propagarse por el cuerpo debido a dos mecanismos: invasión y metástasis. La invasión es la migración y la penetración directa de las células del cáncer en los tejidos vecinos. La metástasis es la capacidad de las células del cáncer de penetrar en los vasos sanguíneos y linfáticos, viajar a través de la circulación sanguínea, y después crecer en un nuevo foco (metástasis) en tejidos normales de otra parte del cuerpo.
Los tumores se clasifican como benignos o malignos, en dependencia de si pueden invadir localmente o metastatizar a órganos distantes. Los tumores benignos son aquellos que no pueden diseminarse por invasión o metástasis; por lo tanto crecen solo localmente. Los tumores malignos son los capaces de propagarse por invasión y metástasis. Por definición, el término "cáncer" se aplica solamente a los tumores malignos.
Cuando se le diagnostica a un paciente cáncer, se debe detectar si su enfermedad está localizada o se ha diseminado a otros órganos distantes.
La causa principal de muerte de un paciente por cáncer son las metástasis. Debido a la capacidad de propagarse a otros tejidos y órganos, el cáncer es una enfermedad potencialmente mortal, por eso es de gran interés comprender cómo se producen las metástasis en un tumor maligno.
Las células del cáncer que se extienden a los ganglios linfáticos cercanos al tumor primario (ganglios linfáticos regionales) se llaman invasión ganglionar, adenopatías, ganglios linfáticos positivos o enfermedad regional. Las células del cáncer también pueden diseminarse a otras partes del cuerpo, distantes del tumor primario. Los médicos utilizan el término enfermedad metastásica o enfermedad diseminada para describir al cáncer que se extiende a otros órganos o a los ganglios linfáticos con excepción de los cercanos o regionales al tumor primario.
Cuando las células cancerosas se diseminan y forman un tumor nuevo, este se llama tumor secundario o metastásico. Las células del cáncer que forman el tumor secundario son como las del tumor original. Por ejemplo, si un cáncer de mama se disemina (metastatiza) al pulmón, el tumor secundario está formado de células malignas del cáncer de mama. La enfermedad en el pulmón es cáncer de mama metastásico y no cáncer de pulmón. Básicamente la metástasis es algo mortal. Aunque mayores estudios y prácticas médicas en este nuevo siglo XXI han dado excelentes resultados como para revertir una metástasis y, en la actualidad, pueden ser sanadas con las nuevas tecnologías.

## Factores implicados en las metástasis
La metástasis se produce a través de una serie compleja de pasos, la cascada metastásica, en que las células cancerosas abandonan el lugar original del tumor y son transportadas a otras partes del cuerpo a través de la circulación sanguínea o linfática. La cascada metastásica se inicia con la ruptura de los límites naturales del tejido, la lámina basal, en caso de epiteliomas, mediante un proceso de invasión de la matriz extracelular. A la invasión sigue la intravasación, fenómeno por el que la célula tumoral se introduce en un vaso sanguíneo o linfático y procede a su circulación por el organismo. Procesos inflamatorios y de restricción de elasticidad, receptores de superficie celular determinan la detención de la célula tumoral en un capilar. Tras su detención la célula tumoral procede a su extravasación a la matriz conectiva perivascular, para proliferar en su nuevo asentamiento y formar una metástasis. Para invadir la matriz extracelular, las células malignas se separan del tumor primario se unen y degradan las proteínas de la matriz extracelular circundante, ya degradada por células inflamatorias, que separa el tumor de tejido colindante. En la matriz degradada, las células neoplásicas pueden moverse y escaparse de sus límites naturales establecidos durante el desarrollo embrionario. Cuando los cánceres metastatizan, viajan comúnmente a través del sistema linfático a los ganglios linfáticos próximos interpuestos en la línea de drenaje de la linfa.
La investigación de las condiciones necesarias para la metástasis del cáncer han descubierto que uno de los acontecimientos críticos requeridos para el crecimiento de los tumores y la producción de sus metástasis es el desarrollo de una nueva red de los vasos sanguíneos. Este proceso de formar nuevos vasos sanguíneos se llama angiogénesis.
La angiogénesis del tumor es la proliferación de una red de vasos sanguíneos que penetra en el tumor, le proporciona nutrientes, oxígeno y le retira los residuos. La angiogénesis tumoral puede estar favorecida por las propias células cancerosas, y por las células inflamatorias normales atraídas por el proceso neoplásico, que producen moléculas como la familia VEGF que generan señales en células del tejido normal circundante. Estas señales activan ciertos elementos el tejido huésped que responde con la activación de los procesos que estimulan el crecimiento de nuevos vasos sanguíneos.

## Teoría genética de la metástasis
La transformación de una célula tumoral en una célula tumoral metastásica implica probablemente cambios genéticos transitorios o permanentes, que determinan la expresión de moléculas con acciones que favorecen o protegen los mecanismos necesarios para la metástasis. Aparentemente, la duda que había preocupado a los oncólogos durante siglos ("¿Cómo consigue el cáncer producir todos los complejos procesos necesarios para desarrollar una metástasis?") tiene una posible respuesta: no hace nada nuevo por sí mismo. El cáncer es un tejido alterado, pero que conserva todos los genes propios, normales o mutados, por lo que puede aprovechar para metastatizar mecanismos celulares normales, que debieran haberse inactivado luego de terminar el desarrollo embrionario.
En 2004, investigadores del Instituto Tecnológico de Massachusetts (MIT) descubrieron que un gen localizado en el cromosoma 7 puede desempeñar un papel importante en la producción y propagación de metástasis a órganos distantes. La proteína producida por este gen controla la diferenciación de tejidos embrionarios, pero normalmente se desactiva por completo una vez que el feto está ya formado.
El responsable de esta conducta es un gen que sintetiza una proteína llamada "twist", cuya función normal es controlar ciertos pasos de la diferenciación tisular. Twist está muy activa en el desarrollo embrionario temprano, cuando dirige a los tejidos en formación, ayuda a organizarlos y les indica hacia dónde tienen que migrar. Cumplida su misión, la proteína twist queda inactiva por el resto de la vida del individuo.
Las investigaciones de 2004 demostraron que la proteína derivada de este gen no existe en las células normales de los tejidos adultos ni en el tumor primario, pero que está aparentemente activa en los tejidos metastásicos.
Algunos experimentos parecen demostrar que si se desactiva el gen responsable de sintetizar twist en algunas células consideradas metastásicas y se inoculan luego en animales de experimentación, estos desarrollan un tumor, pero ninguna metástasis. Si el tejido se inyecta sin desactivar el gen, el animal desarrollará el tumor primitivo y metástasis.
Los estudios acerca del papel que cumple el gen Twist están aún en sus comienzos. Hace pocos años que se ha empezado a descubrir sus funciones en unos pocos ejemplos tumorales y en un modelo de mosca de la fruta (Drosophila Melanogaster), más aún, solo en un tipo de cáncer (carcinoma de mama) y solamente en dos especies de vertebrados (los ratones y nosotros). El Dr. Robert Weinberg, descubridor del Gen Twist, afirma: "Hay muchos otros genes reguladores que tienen propiedades semejantes a las del Twist. Ellos juegan, sin duda alguna, roles similares e igualmente importantes en otros tipos de cánceres metastásicos".

## Metástasis y tumor primario
La metástasis corresponde siempre con un tumor primario, es decir, un tumor que empezó con una célula o células malignas en otra parte del cuerpo. 
El uso de la inmunohistoquímica ha permitido que los patólogos den una identidad a muchas de estas metástasis.

## Diagnóstico de tumores primarios y secundarios

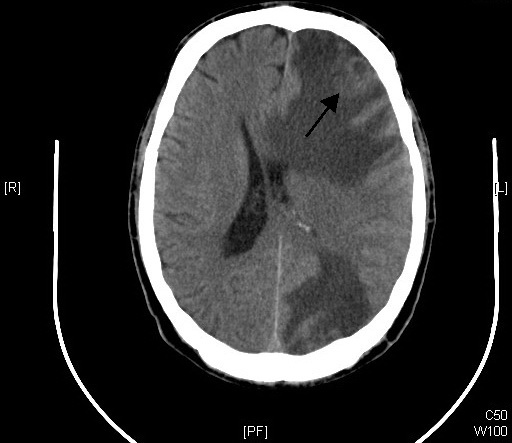
Tomografía computarizada cerebral donde se observa un extenso edema en el lóbulo frontal izquierdo que parece estar relacionado con una masa subyacente de 23 mm (en la flecha). Hay una segunda gran área de edema en la región parietal-occipital izquierda.

Las células de un tumor metastásico se parecen a las del tumor primario. Una vez que el tejido canceroso se examina al microscopio para determinar el tipo celular, un médico puede decir generalmente si ese tipo de célula ha sido encontrado normalmente en la parte del cuerpo del cual la muestra de tejido fue tomada.
Por ejemplo, las células del cáncer de mama se parecen igual si están encontradas en la mama o se han diseminado a otra parte del cuerpo. Así pues, si una muestra del tejido tomada de un tumor en el pulmón contiene las células que se parecen a las células de la mama, se diagnostica que el tumor del pulmón es un tumor secundario o metastásico. 
Los cánceres metastásicos se pueden diagnosticar al mismo tiempo que el tumor primario, meses, o años más adelante. Cuando un segundo tumor se encuentra en un paciente que se ha tratado de cáncer en el pasado, es más posible que sea una metástasis que otro tumor primario.
A cerca del 10 % de los pacientes de cáncer, se les diagnostica un tumor secundario, pero no se puede hallar ningún tumor primario, a pesar de pruebas diagnósticas complejas. Los médicos denominan al tumor primario desconocido u oculto, y dicen que el paciente padece de un cáncer de origen primario desconocido o metástasis de origen desconocido. En casos raros (por ejemplo melanoma) no se encuentra ningún tumor primario incluso en la autopsia. Por lo tanto se piensa que algunos tumores primarios pueden desaparecer totalmente, pero deja sus metástasis detrás.

## Lugar de las metástasis

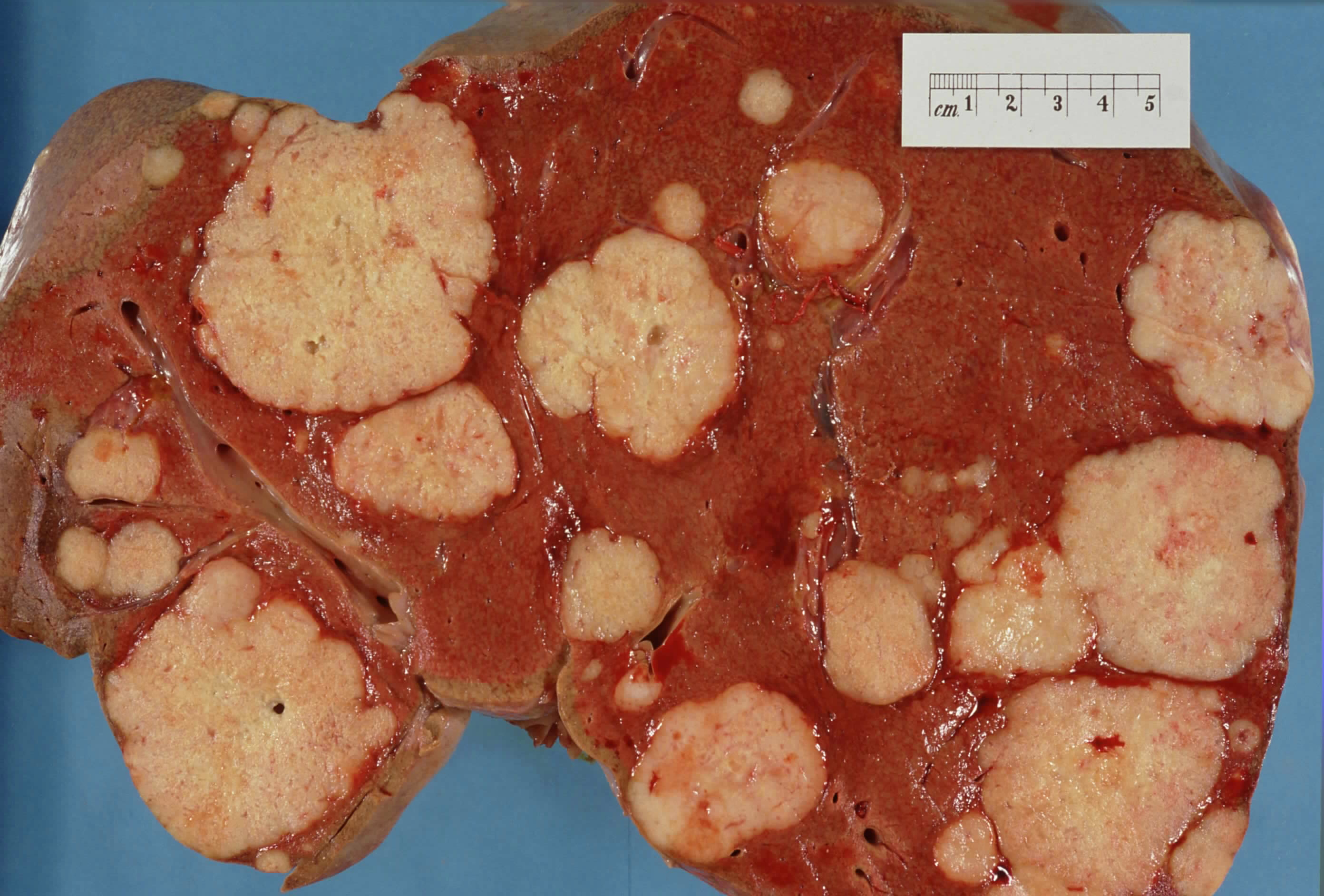
Superficie al corte de un hígado mostrando nódulos metastásicos más pálidos provenientes de un cáncer pancreático.

Las localizaciones más frecuentes de las metástasis son los órganos más irrigados por la sangre como son el cerebro, los pulmones, el hígado, los huesos y las glándulas suprarrenales. La excepción a esta regla son los riñones y el propio corazón, pese a que por sus cavidades pasan muchos litros de sangre al día.
También existe la tendencia de ciertos tumores a diseminarse en determinados órganos. Por ejemplo el cáncer de próstata, aunque puede diseminarse en cualquier órgano, tiende a propagarse por los huesos. Igualmente el cáncer de colon, lo hace en el hígado y el cáncer de estómago en los ovarios en el caso de las mujeres, llamándose en este caso tumor de Krukenberg. 
Los cánceres que más metastatizan son los cánceres más frecuentes como el cáncer de mama, el cáncer de pulmón, el cáncer colorrectal.

## Tratamiento del cáncer metastásico
Cuando el cáncer ha producido metástasis, se puede tratar con quimioterapia, radioterapia, terapia biológica, tratamiento hormonal, cirugía, o una combinación de estos. La elección del tratamiento depende generalmente del tipo de cáncer primario, del tamaño, la localización de la metástasis, la edad, la salud general del paciente y los tipos de tratamientos usados previamente. En los pacientes a los que se diagnostica una metástasis de origen desconocido, sigue siendo posible tratar la enfermedad incluso cuando el tumor primario no puede ser localizado.
Cuando un cáncer presenta metástasis se encuentra en la fase o estado más avanzado (estado IV). Algunos tumores como el cáncer testicular y algunos linfomas pueden ser curables cuando se encuentra en enfermedad metastásica en la mayoría de los casos.